# Ley de Paridad de Género en Ámbitos de Representación Política
La Ley 27.412 de Paridad de Género en Ámbitos de Representación Política es una legislación argentina que establece que las listas de candidatos al Congreso de la Nación (diputados y senadores) y al Parlamento del Mercosur deben ser realizadas "ubicando de manera intercalada a mujeres y varones desde el/la primer/a candidato/a titular hasta el/la último/a candidato/a suplente". Fue sancionada el 23 de noviembre de 2017.
El objetivo de la ley es garantizar que exista paridad de género en los órganos legislativos, buscando que la cantidad de personas de los géneros femenino y masculino en dichos cuerpos sea aproximadamente la misma. La ley se apoya en el principio de participación equivalente por género, con fundamento en el marco básico de los derechos humanos, siendo parte de las reivindicaciones del movimiento feminista. El proyecto final fue el resultado de la armonización de ocho proyectos, el primero de los cuales fue presentado por la senadora peronista de Jujuy Liliana Fellner.

## Contexto
La lucha feminista por la igualdad entre hombres y mujeres en la vida política, tiene antecedentes de gran importancia en la lucha por el derecho a votar que iniciaron las sufragistas inglesas a principios del siglo XX. A lo largo del siglo, el derecho de las mujeres a votar fue reconocido por la mayoría de los países del mundo, pero apareció un nuevo sesgo: los hombres continuaban siendo una abrumadora mayoría en los órganos de decisión política. La propuesta de establecer cupos o cuotas de representación por género -de manera similar a las cuotas de representación por territorios- emergió entonces como una de las seis principales políticas para eliminar la brecha de género en la política.
Los cupos de género para la elección de legisladores han sido usadas desde fines de la década de 1970, con las experiencias precursoras de Alemania y Noruega. Desde entonces la práctica se ha extendido.

## Antecedentes

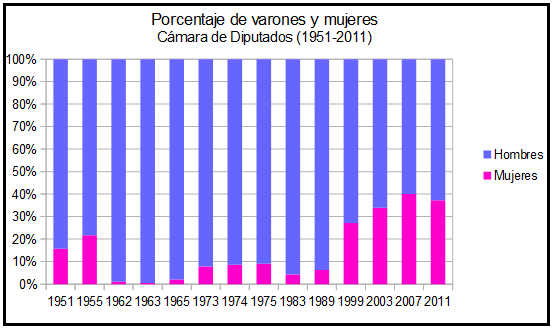
Porcentaje de mujeres diputadas (1951-2011)

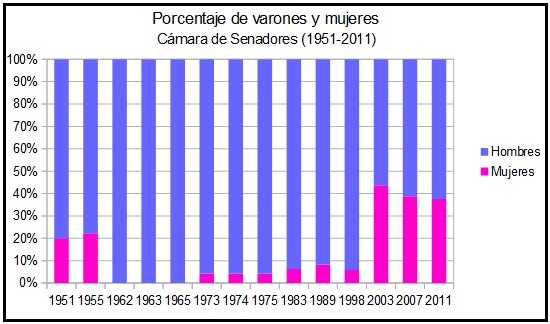
Porcentaje de mujeres senadoras (1951-2011)

En Argentina se sancionó en 1991 (presidencia de Carlos Menem) la Ley 24.012 de cupo femenino estableciendo que al menos un 30% de las listas de candidatos debía estar ocupada por mujeres. El cupo estuvo vigente hasta las elecciones legislativas de 2017. Inicialmente el cupo se aplicó solo para la Cámara de Diputados, ampliándose en 1995 también a la Cámara de Senadores y en 2015 a los candidatos para ocupar las bancas argentinas en el Parlamento del Mercosur.
Existe un amplio consenso en considerar que el cupo femenino cumplió un importante papel impulsando y ampliando la presencia de mujeres en la política, con figuras de alta relevancia como Cristina Fernández de Kirchner (que resultara elegida presidenta dos veces), Elisa Carrió y Gabriela Michetti (que resultara elegida vicepresidenta). Sin embargo la ley también mostró sus limitaciones al convertir en la práctica el 30% en un techo de participación femenina, antes que en un cupo mínimo. Adicionalmente, cuando los cargos expectantes no eran múltiplos de tres, la circunstancia era habitualmente aprovechada para reducir aún más el espacio reservado a las mujeres, llegando al extremo de no garantizar ningún cargo cuando las bancas en juego eran dos. En algunas provincias, como Jujuy y Entre Ríos llegaron a  producirse conflictos de género debido a los intentos por reducir aún más el cupo femenino.
En 2000, las provincias de Santiago del Estero, Río Negro y Córdoba, sancionaron casi simultáneamente leyes de participación equivalente de géneros, garantizando la igualdad de género en las representaciones políticas colectivas. Santiago del Estero fue la primera en aprobar la paridad de género, en septiembre de 2000, con la Ley N.º 6.509. Al mes siguiente la provincia de Río Negro lo hizo mediante la Ley N.º 3.717. Y un mes después fue la provincia de Córdoba la que estableció la paridad por Ley N.º 8901 del 29 de noviembre de 2000. Finalmente, el 4 de octubre de 2016 la provincia de Buenos Aires sancionó la Ley provincial N.º 14.848, estableciendo la paridad de género en las elecciones para diputados y senadores provinciales, aclarando que se debe considerar como género del candidato aquel que figura en su documento de identidad, independientemente de su sexo biológico.

## Sanción
El proyecto final fue el resultado de la armonización de ocho proyectos, el primero de los cuales fue presentado por la senadora peronista jujeña Liliana Fellner el 26 de febrero de 2016 y fue aprobado por la Cámara de Senadores el 19 de octubre de 2016.
En la Cámara de Diputados el proyecto no fue presentado para su votación y pareció quedar paralizado, hasta que pocos días antes de finalizar el período de sesiones (cuando perdería estado parlamentario), el 22 de noviembre de 2017, la diputada Victoria Donda, del Movimiento Libres del Sur, solicitó que el proyecto fuera tratado de inmediato "sobre tablas", propuesta que recibió un amplio apoyo, sorprendiendo al bloque oficialista de Cambiemos que se había opuesto a su tratamiento sobre tablas. El proyecto fue convertido en ley ese mismo día por 165 votos a favor, solo 4 votos en contra, 2 abstenciones y 82 diputados ausentes.
La ley fue promulgada de hecho y publicada en el Boletín Oficial el 15 de diciembre de 2017, bajo el número 27.412.

## Texto de la ley
La Ley de Paridad de Género 27.412 modificó algunos artículos del Código Electoral, principalmente el artículo 60 bis, referido a los requisitos para la oficialización de las listas. La norma es simple y se limita a ordenar que "las listas de candidatos/as que se presenten para la elección de senadores/as nacionales, diputados/as nacionales y parlamentarios/as del Mercosur deben integrarse ubicando de manera intercalada a mujeres y varones desde el/la primer/a candidato/a titular hasta el/la último/a candidato/a suplente".
Complementariamente, la ley establece que cuando hubiera que reemplazar un legislador, la persona que lo reemplace debe tener el mismo género que la reemplazada. En las elecciones internas de los partidos políticos y alianzas deben cumplir con los mismos requisitos, tanto para elegir candidatos para cargos legislativos, como autoridades partidarias. En caso de que un partido político no respete la paridad de género y haya sido intimado a cumplirla, la sanción establecida por la ley es la caducidad de la organización política.

## Consecuencias

### En el arte
La ley tuvo impacto en dimensiones políticas estatales, hasta llegar a Salón Nacional de Artes Visuales, y su nuevo reglamento en el que se dispone una Representación igualitaria de varones y mujeres en jurados, seleccionados y premiados.